# Ludwig Wüllner

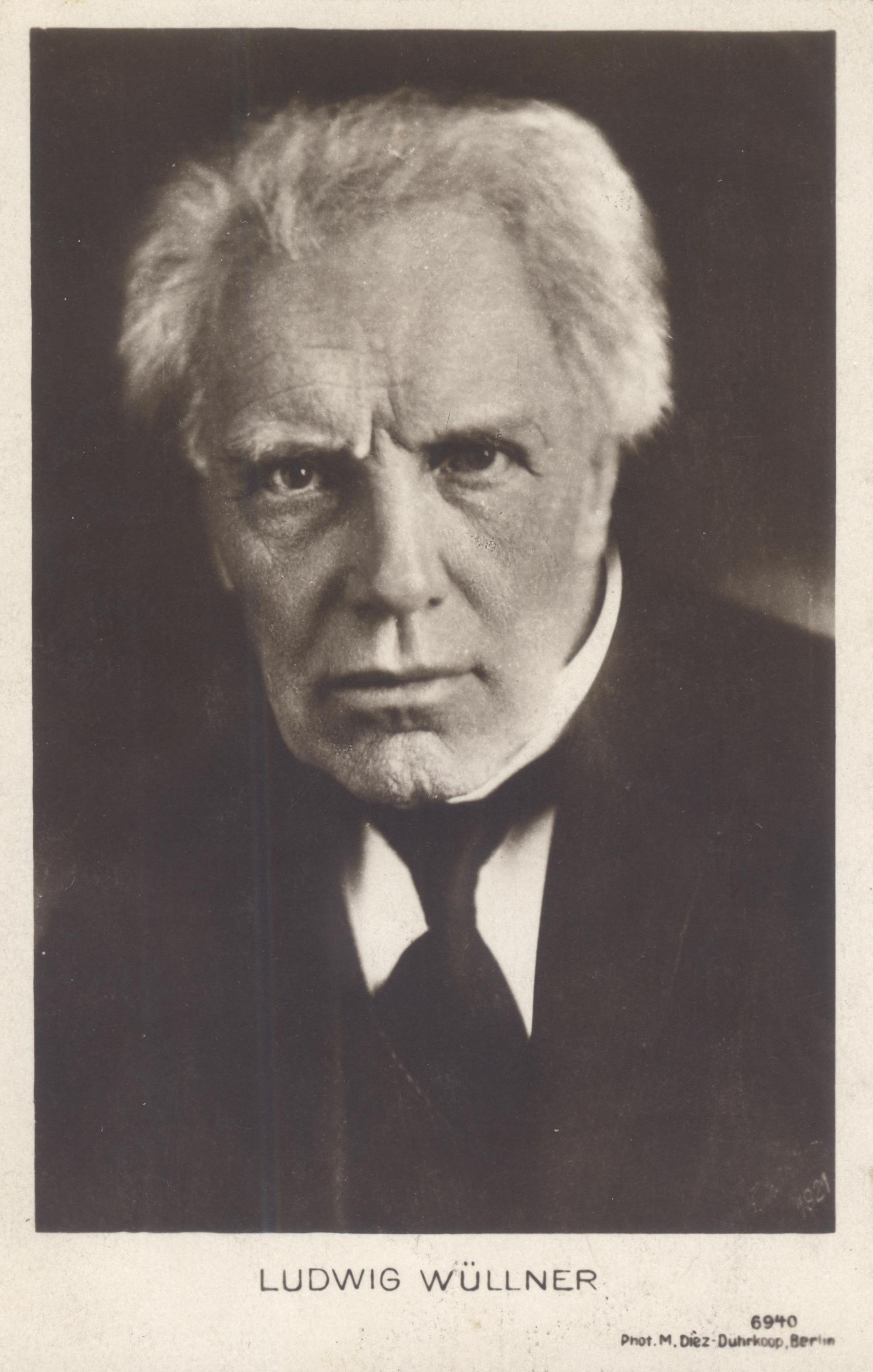
Ludwig Wüllner.

Ludwig Wüllner, född 19 augusti 1858 i Münster, död 19 mars 1938 i Kiel, var en tysk konsertsångare (baryton) och skådespelare. Han var son till musikern Franz Wüllner. 
Wüllner studerade germanska språk vid flera universitet, blev filosofie doktor och var 1884–87 privatdocent vid akademien i Münster, men slog sig därefter på musikstudier vid konservatoriet i Köln och blev dirigent för en kyrkokör där. Åren 1889–95 verkade han som skådespelare (i hjälte- och karaktärsroller) vid "Meiningarnas" berömda trupp, studerade därefter sång och företog från 1896 framgångsrika turnéer som romanssångare (i Sverige 1907, 1908, 1909 och 1912). Han utmärkte sig särskilt som tolkare av folkvisor samt Franz Schubert (hela serier), Johannes Brahms, Carl Loewe och Hugo Wolf. Han uppträdde även på operascenen, särskilt som Tannhäuser, och lät höra sig som violinist. 
Wüllner invaldes 1908 som ledamot av Kungliga Musikaliska Akademien i Stockholm.